# Morgan Sparks

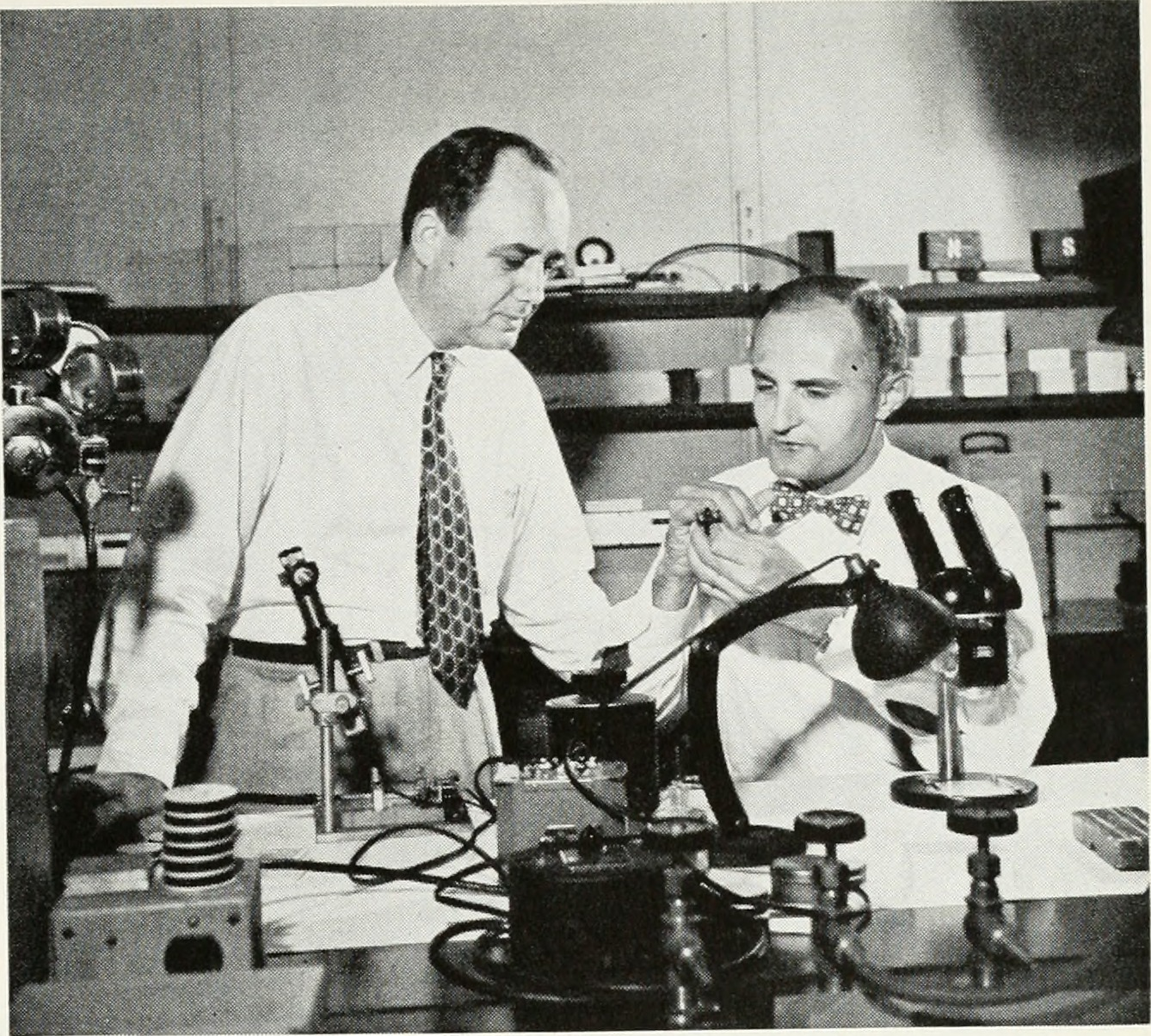
Morgan Sparks (rechts) mit Gordon K. Teal (1953)

Morgan Sparks (* 6. Juli 1916 in Pagosa Springs; † 3. Mai 2008 in Fullerton (Kalifornien)) war ein US-amerikanischer Wissenschaftler und Ingenieur, welcher unter anderem an der Entwicklung des Bipolartransistors beteiligt war. Dies war ein bedeutender Schritt zur modernen Alltagselektronik.

## Leben
Sparks wurde in Pagosa Springs, Colorado, als Sohn von Harry Lysinger und Pearl (Morgan) Sparks geboren und wuchs in Texas auf. Nach einem Chemiestudium an der Rice University (Bachelor of Arts 1938, Master of Arts 1940) wurde er 1943 an der University of Illinois im Bereich physikalische Chemie promoviert (Ph.D.) – als Stipendiat der Rockefeller-Stiftung. Nach seiner akademischen Ausbildung fand er 1943 eine Anstellung bei den Bell Laboratories. 1948 stieß er zur Arbeitsgruppe von William B. Shockley, die den ersten Transistor entwickelt hatte. Zusammen mit Gordon Teal entwickelte Sparks Teals Methode der Kristallisation von hochreinen (von Verunreinigungen freien) Germanium-Einkristallen weiter, so dass sie einen „gezogenen/gewachsenen pn-Übergang“ (engl. grown junction) aufwiesen. Dazu wurden der Schmelze während des Kristallziehens (Czochralski-Verfahren) gezielt Verunreinigungen beigesetzt, die dann in den Kristall eingebaut wurden. Das Verfahren wurde im Jahre 1950 zum Patent angemeldet. Auf dieser Technik basierte die Herstellung des ersten npn-Transistors, vgl. gezogener Transistor. Sie ermöglichte eine gegenüber dem Spitzentransistor relativ einfache und kostengünstige Herstellung einer großen Zahl von Bipolartransistoren mit ähnlichen/gleichen elektrischen Eigenschaften, wie sie für elektronische Schaltungen notwendig sind. Der gezogene Transistor wurde einige Jahre später durch den Legierungstransistor und dieser wiederum durch den Diffusionstransistor verdrängt.
Am 30. April 1949 heiratete er Elizabeth MacEvoy († 2006), die damalige Sekretärin von Shockley, mit der er zwei Söhne und zwei Töchter hatte.
1972 übernahm er die Leitung der Sandia National Laboratories, die unter der Schirmherrschaft des Mutterkonzerns der Bell Labs, AT&T, standen, und formte die Forschungsabteilung um. Er blieb bis zu seiner Pensionierung 1981 dieser Firma treu.
Danach war er von 1981 bis 1984 Rektor der Anderson School of Management an der University of New Mexico in Albuquerque.

## Auszeichnungen und Ehrungen
- 1977: Jack A. Morton Award der IEEE
- 1980: Doktorwürde (D. Sc.) der University of New Mexico